# Serge Grouard

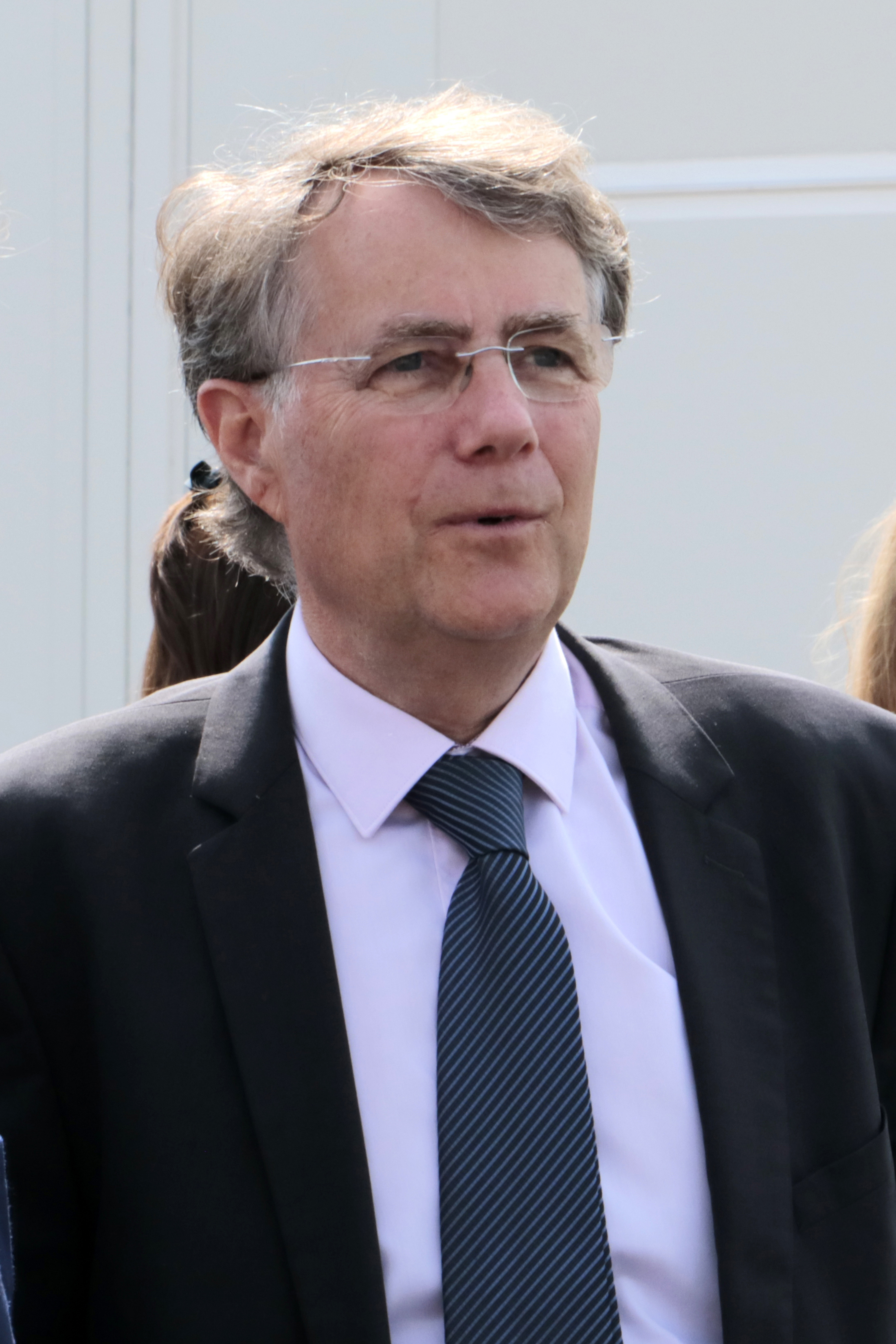
Serge Grouard, 2023

Serge Grouard (* 19. März 1959 in Paris) ist ein französischer Politiker der Mitte-rechts-Partei Les Républicains (LR). 2001 wurde er Bürgermeister von Orléans und seither mehrfach wiedergewählt. Von 2002 bis 2017 war er Mitglied der französischen Nationalversammlung.

## Leben und Wirken
Serge Grouard wurde am 19. März 1959 in Paris geboren. Er studierte am Institut d’études politiques de Paris und machte ein Diplom in internationalen Beziehungen und Strategie. Er hat auch einen Abschluss der Militärschule École supérieure des officiers d’état-major.
Seine berufliche Laufbahn begann er als höherer Verwaltungsbeamter der Stadt Paris (Administrateur civil) und im Verteidigungsministerium. Von 1993 bis 1996 war er technischer Berater für Jacques Chirac, als dieser Bürgermeister von Paris war.
Im Juni 1995 wurde er Mitglied des Stadtrats von Orléans. 2001 wurde er zum Bürgermeister der Stadt gewählt und setzte sich damit gegen den Amtsinhaber Jean-Pierre Sueur (PS) durch. 2008 und 2014 wurde er wiedergewählt. 2015 gab er das Amt an seinen ersten Stellvertreter Olivier Carré ab, trat aber erfolgreich 2020 wieder zur Bürgermeisterwahl an. Damit ist er der erste Bürgermeister von Orléans, der viermal in Folge gewählt wurde.
Von Juni 2002 bis Juni 2017 war er während drei Legislaturperioden Abgeordneter der französischen Nationalversammlung für das Département Loiret. Im Parlament gehörte er von 2007 bis 2009 sowie von 2012 bis 2017 dem Verteidigungsausschuss an; ebenso war er Mitglied mehrerer parlamentarischer Untersuchungskommissionen im Bereich der inneren Sicherheit, insbesondere zur Terrorismusbekämpfung.
Am 9. November 2021 wurde Grouard von den Ratsverordneten des Gemeindeverbandes Orléans Métropole zu dessen Vorsitzendem gewählt, nachdem der bisherige Amtsinhaber Christophe Chaillou zwei Wochen zuvor zurückgetreten war.
Am 7. Juli 2022 gab Serge Grouard, der 2017 als enger Vertrauter von François Fillon gegolten hatte, bekannt, für den Parteivorsitz von Les Républicains als Nachfolger von Christian Jacob zu kandidieren. Kurz darauf sprach er sich für ein Abkommen mit der Partei von Staatspräsident Emmanuel Macron zur Regierungsbeteiligung aus. Ende Oktober musste er die Kandidatur jedoch aufgeben, weil er die vorgeschriebene Zahl von Unterstützungsvoten von Parlamentsabgeordneten seiner Partei nicht bekommen hatte. Damit war unter den verbleibenden Kandidaten die Linie einer angestrebten Koalition mit dem macronistischen Lager nicht mehr vertreten. Parteivorsitzender wurde schließlich Éric Ciotti.
Am 12. März 2023 kündigte Serge Grouard an, er werde aus der Partei Les Républicains austreten. „Nach vierzig Jahren als Mitglied der gaullistischen politischen Familie“ verlasse er die Partei, weil diese über keinerlei politische Linie mehr verfüge und sich trotz der schlechten Lage des Landes in „sterilen politischen Spielen“ erschöpfe. Er erklärte, zunächst keiner anderen Partei beitreten zu wollen.

## Schriften
- Stratégies européennes et espace militaire. Fondation pour les études de défense nationale, Paris 1989.
- La guerre en orbite. Économica, Paris 1994, ISBN 2-7178-2632-7.
- Ce que je voulais vous dire. Corsaire, Orléans 2018, ISBN 978-2-36800-113-4.